# 韓大鏞
韓大鏞（?—?），山西省太原府徐溝縣人，清朝政治人物、同進士出身。
光緒三年（1877年），参加丁丑科殿試，登進士三甲第99名。同年五月，分部學習。